# Grupo Metropolitano de Transporte
Grupo Metropolitano de Transporte S.A. De C.V. es una empresa de transporte que opera en la Ciudad de México y su área Metropolitana. La empresa fue formada por exempleados de la extinta Ruta 100.

## Historia
Desde la quiebra de la Ruta 100, el transporte en la Ciudad de México y área metropolitana ha sufrido un atraso considerable de casi 20 años al regresar a la época de los permisionarios donde se les daba una concesión a los particulares que querían ofrecer el servicio. Notablemente un grupo de operadores de la paraestatal extinta puso de su parte para reponer algunos servicios que eran necesarios para la población. Mientras tanto, el transporte emergente y otros medios alternativos trataban de atender la demanda que se generó cuando el organismo fue finado.
En 1996 aproximadamente, este grupo de operadores también quería participar en una de las nuevas empresas de transporte por lo cual, en su acuerdo de liquidación, se les pasó a su poder un número de módulos para poder habilitarlos y explotar algunas rutas que tenían estos mismos, asimismo también se hace una importante adquisición en cuestión de material rodante, remodelación de los mismos entre otros. Los mismos exempleados pusieron el dinero de su liquidación en manos de un fondo que fue necesario para la fundación de estas empresas.
En ese entonces se fundan las siguientes empresas: Servicios Metropolitanos de Transporte 17 de Marzo S.A. y Autotransportes Siglo Nuevo. Ninguna de ellas funcionó con parque vehicular procedente de la extinta ruta 100, puesto que en ese momento se adquirieron autobuses procedentes de distintas carroceras Mexicanas como CATOSA Puma, DINA Casabus, Eurocar HR, Marcopolo Torino, AYCO Cosmopólitan, AYCO Zafiro Sport, Volvo MASA C11R, AYCO Magno ML4, AYCO Magno 30030RE, (unidades retiradas del servicio en 2015 por la mala calidad) entre otras. El servicio mejoró de manera sustancial y a los precios que les fueron autorizados por las autoridades en turno. Mejoró el sistema de cobro con máquinas especialmente habilitadas en los autobuses, entre otras mejoras. En ese lapso de tiempo hasta los años 2000 hubo bastantes discrepancias tanto por rutas asignadas, como por disputas con organizaciones de peseros y otros menesteres que hicieron pensar que la empresa se extinguiría, más no fue así.
Para la década de los 2000 ambas empresas decidieron trabajar en conjunto y aliarse para mejorar la calidad del transporte en miras a la reciente creación de RTP, por lo cual pasaron a denominarse Grupo Metropolitano de Transporte S.A. De C.V. En esta misma se suscita en 2003 una toma de instalaciones por parte de los exempleados de la ruta 100, los cuales demandaron un trato más igualitario y su participación en la empresa. Estos tomaron los módulos y secuestraron los autobuses de la empresa, motivo por el cual la RTP prestó por tiempo indefinido sus autobuses a las rutas afectadas sobre todo en la región sur-oriente con la ruta 112. Al llegar a un acuerdo se restableció el servicio.
Es en esta década cuando se hicieron adquisiciones importantes de autobuses nacionales y unos cuantos importados de la marca International con distintas carrocerías según los tipos de ruta a cubrir. Así mismo algunas empresas como Autotransportes Urbanos Nuevo Milenio estaban en una situación económica un tanto difícil, así que se le propuso a esta misma aliarse con GMT para seguir adelante. Esta lo aceptó y ahora (2011) es parte de este mismo grupo, que ha sabido llevar a cabo un programa de mantenimiento ideal para la empresa así como la creación de nuevos corredores metropolitanos como el que se proyecta para el eje 1 Oriente.
La empresa también tiene un porcentaje de participación en el sistema Metrobús teniendo unidades específicas para el servicio. De la misma manera GMT también ha puesto a prueba ocasionalmente unidades de autobús urbano de piso bajo, esto en un esfuerzo para poder mejorar la calidad del servicio y modernizar el parque vehicular, además de realizar un programa de mantenimiento mayor para las unidades ya existentes que aun siguen en circulación.asimismo será una de las empresas participantes en el Corredor de Metrobús que se construye en el Eje 5 Norte, mismo donde ha brindado el servicio como Ruta 110. Además trabajan con trolebuses.

## Distribución de las empresas
Grupo Metropolitano de Transporte cuenta con varias empresas que cubren algunas regiones de la ciudad y parte de su área metropolitana. Estas son distinguidas por el número de ruta asignado por la SEMOVI.
- Ruta 110 Servicios Metropolitanos de Transporte 17 De Marzo (Región Norte-Centro).[6]
- Ruta 112 Autotransportes Urbanos Siglo Nuevo (Región Sur-Poniente y Oriente)
- Ruta 115 Autotransportes Urbanos Nuevo Milenio (Regiones Norte-Sur y Oriente-Poniente)